# Рушевине цркве-испоснице „Калуђерски камен“
Рушевине цркве-испоснице „Калуђерски камен“ се налази насељеном месту Билуша, на територији општине Призрен, на Косову и Метохији. Представљају непокретно културно добро као споменик културе.
Село Билуша се налази десетак километара југозападно од Призрена, у историјским изворима први пут се помиње почетком 14. века. Само делимично очувана испосница вероватно је била у функцији у исто време кад и манастир Св. Димитрија у Биљуши, који краљ Милутин 1308/1309. године прилаже хиландарском пиргу у Хрусији. Локалитет овог манастира, о коме говори Милутинова даровница, до данас није утврђен.
Пећина у којој се налазила испосница има два нивоа, од којих се у вишем налазила црква.

## Основ за упис у регистар
Решење Покрајинског завода за заштиту споменика културе у Приштини, бр. 837 од 15. 11. 1967. г. Закон о заштити споменика културе (Сл. гласник СРС бр. 3/66).